# ProSiebenSat.1 Media
ProSiebenSat. 1 Media – niemiecki koncern mediowy. Siedziba przedsiębiorstwa znajduje się w Unterföhring w Niemczech.
Powstał z połączenia Pro Sieben Media AG (ProSieben, kabel eins i N24) oraz Sat 1 SatellitenFernsehen GmbH w październiku 2000 roku. Jest obecnie największym koncernem telewizyjnym w Niemczech. Ponieważ kanały telewizyjne koncernu radziły sobie słabo w konkurencji z kanałami RTL Group, został sprzedany Amerykaninowi Haimowi Sabanowi, który jednak później zdecydował się na sprzedaż. Kupnem zainteresowany był Axel Springer SE, ale na przejęcie nie pozwolił niemiecki urząd antymonopolowy, gdyż Axel Springer uzyskałby zbyt duży udział w niemieckim rynku mediowym. Obecnym właścicielem spółki jest Permira i Kohlberg Kravis Roberts & Co. Koncern połączył się z SBS Broadcasting Group. Posiada udziały w kanałach telewizyjnych i stacjach radiowych na całym świecie.